# Пандор, Янник
Янни́к Пандо́р (фр. Yannick Pandor; род. 1 мая 2001, Марсель) — коморский футболист, вратарь клуба «Ланс» и сборной Комор. Выступает на правах аренды за клуб «Булонь».

## Клубная карьера
Янник Пандор родился во французском городе Марсель и заниматься футболом начал в школе местного клуба.
И в 2018 году Пандор перешёл в другой клуб Лиги 1 «Ланс». Где занял место основного вратаря в резервном составе «Ланса», выступающего в Национальном чемпионате. В июле 2022 года вратарь подписал с клубом профессиональный контракт, действие которого до 2023 года.

## Карьера в сборной
В 2022 году Янник Пандор представлял сборную Коморских островов до 20 лет на турнире Мориса Ревелло. 25 марта 2022 года в товарищеском матче против команды Эфиопии Пандор дебютировал в составе национальной сборной Комор.

## Личная жизнь
Отец — уроженец Мартиники, мать — Коморских островов, также имеет малагасийские корни.